# Соколов, Алексей Геннадьевич
Алексей Геннадьевич Соколов (10 июня 1911, Москва, Российская империя — 29 сентября 1979, Москва) — советский футболист и тренер, нападающий. Заслуженный мастер спорта СССР (1948).

## Карьера

### Игрок
Воспитанник юношеской команды фабрики им. Бабаева. В чемпионатах СССР играл за московские клубы Локомотив, «Спартак» и «Зенит», а также «Торпедо из города Горький». В чемпионатах СССР провел 142 матча, забил 56 голов. Выступал за сборную Москвы. Участник матчей со сборной Басконии (1937). Во время войны работал на оборонном заводе.

### Тренер
В 1951 году окончил школу тренеров при ГЦОЛИФК.
Начал тренерскую карьеру в 1960 году с должности главного тренера в «Спартаке» из Станислава, где проработал меньше года. В 1963 году входил в тренерский штаб рязанского «Спартака», где тоже проработал недолго. С 1964 года по июнь 1965 работал главным тренером саранского «Спартака», далее руководил коломенским «Авангардом» (август 1965—1966), «Шахтером» из Кумертау (1968). Последним клубом в тренерской карьере было Динамо из Целинограда (июнь 1969 — май 1970).
Был первым тренером хоккейного «Прогресса» из Глазова (1954—1955).

## Достижения
- Чемпион СССР (2 раза): 1938, 1939.
- обладатель Кубка СССР (5 раз): 1936, 1938, 1939, 1946, 1947.
- В списках «55 лучших» в СССР: № 2 — 1938.